# Вони були першими
«Вони були першими» — радянський чорно-білий художній фільм, поставлений на Кіностудії ім. М. Горького в 1956 році режисером Юрієм Єгоровим. В основі сценарію фільму — п'єса Юзефа Принцева «На вулиці Щасливій». Прем'єра фільму в СРСР відбулася 15 травня 1956 року.

## Сюжет
1918 рік. У Петрограді тривожно. Все тісніше стискається навколо революційного міста вороже кільце. Ідуть на фронт робітничі полки. Боротьба з ворогами Радянської влади йде не тільки на підступах до міста, але й в тилу. Цього суворого і важкого для революції часу за волею партії більшовиків на робітничих околицях створюються комсомольські організації. Першими в комсомол вступають молоді робітники — Степан Барабаш, Саня Чижик, Глаша, Кузьма. Після деяких коливань і роздумів комсомольцями стають селянський хлопчина Федір, який приїхав з глухого села на заробітки в Пітер, і гімназист Женя Горовський. У дні напружених боїв молоді патріоти разом з загонами робітничої гвардії відправляються на захист Петрограда… Про перших комсомольців Петрограда, які встали на захист Радянської влади.

## У ролях
- Георгій Юматов —  Степан Барабаш, робітник, комсомолець
- Ліліана Альошнікова —  Глаша, робітниця
- Марк Бернес —  Родіонов, секретар райкому партії
- Михайло Ульянов —  Олексій Коливанов
- Олександр Толстих —  Федір, племінник тітки Каті
- Віктор Терехов —  Кузьма Савотєєв, робітник
- Михайло Державін —  Євген Горовський, студент і поет
- Ніна Крачковська —  Олена, подруга Євгенія Горовського
- Віктор Брежнєв —  Стрєльцов, студент
- Сергій Голованов —  Заблоцький
- Віктор Степанов —  Саня Чижик, друг Степана Барабаша
- Олексій Бахарь —  механік Павлов
- Михайло Кондратьєв —  В. І. Ленін

## Знімальна група
- Автори сценарію — Юрій Єгоров, Юзеф Принцев
- Режисер-постановник — Юрій Єгоров
- Оператор — Ігор Шатров
- Художник — Петро Галаджій
- Композитор — Марк Фрадкін